# Escuela Europea de Oratoria
La Escuela Europea de Oratoria (EEO) es una escuela privada española orientada a la formación y el ejercicio práctico de la oratoria y de la comunicación en público. Fue fundada en 2012 por la periodista Mónica Pérez de las Heras y cuenta con un equipo multidisciplinar de profesionales que abarcan todos los aspectos relacionados con hablar en público. 

## Historia

### Fundación
En sus inicios la escuela surgió por el empeño de su fundadora por aportar una visión integral a la disciplina de la oratoria, para que tuviera relación con el mundo de las emociones y de las vivencias de la persona. Fue así como se estableció el trinomio básico para hablar en público: naturalidad, humildad y hablar con el corazón, reconocido como “las claves de la oratoria”.
Poco a poco fue conformando un equipo multidisciplinar, con expertos en Programación neurolingüística (PNL) e Inteligencia emocional, lenguaje no verbal, locución y entrenamiento de la voz; contadores de historias (storytelling)  profesionales de las presentaciones con recursos audiovisuales, y otros que enseñan habilidades de oratoria para hablar en inglés y en ambientes internacionales.

### Glosofobia: síntomas y técnicas de superación
Detectar los problemas que tienen las personas ante un auditorio, como el miedo al ridículo o la dificultad para reírse de sí mismas, fueron determinantes para el impulso de la escuela. Así empezó a abordar los problemas de la glosofobia o fobia a hablar en público: palpitaciones, sudoración en las manos, bloqueo mental y temblor de la voz como algo que se podía superar con diversas técnicas y ejercicios, pues hasta entonces la oratoria estaba considerada como una disciplina clásica muy ligada a la memoria. La Escuela promueve mediante un decálogo el conocimiento de las técnicas para la gestión de las emociones y la mente: cómo mover las manos, mantener una postura adecuada, mirar a la audiencia, utilizar la sonrisa, la voz kinestésica, la respiración abdominal o gestionar los momentos de escucha, que son los pasos fundamentales para que cualquier profesional hable en público.

## Características y programas
Inicialmente los cursos eran presenciales. La pandemia Covid19 junto con las herramientas digitales de videoconferencia permitieron desarrollar muchos de los contenidos en línea (online), y hoy en día simultanean ambos tipos de formaciones, según las necesidades de profesionales y empresas. 
La formación se realiza presencialmente en Madrid, en el entorno del eje Castellana, y digitalmente mediante diferentes software de videoconferencias. También hay formación específica dentro de las empresas, la modalidad in company. La EEO ha impartido cursos para enseñar a hablar a jueces y abogados, personal de banca y laboratorios, empleados de multinacionales y personal de hospitales, cuerpos de seguridad del Estado, ONG, etc.
El curso más completo, “Especialista en Oratoria” se imparte  presencialmente en Madrid con una duración de ocho meses, un fin de semana al mes. Los fundamentos estructurales para hablar están presentes en "Oratoria 1" y "Oratoria 2" y en otros muchos seminarios y cursos que incorporan diversas habilidades.  En cuanto a presentaciones, se da formación precisa para las presentaciones apoyadas con gráficos, tratando de evitar el aburrimiento generalizado de salas de conferencias y presentaciones profesionales, lo que se denomina en el argot ejecutivo como "muerte por power point".
En cuanto a la formación para niños y adolescentes, y la necesidad de saber comunicar desde la escuela, la EEO organizó desde 2018 campamentos urbanos de verano para formar a niños y adolescentes entre 9 y 17 años. La formación en oratoria se ha impartido en diversos colegios como actividad extraescolar.
Cabe señalar que en Youtube, Instagram y TikTok, la EEO ha publicado unos 2000 vídeos tutoriales con trucos y técnicas de oratoria, contando con más de medio millón de seguidores en redes sociales. También ha publicado un libro orientado a profesionales y emprendedores que muestra consejos resumidos en 280 tuits: Tips de #Oratoria a Golpe de Tuit.